# Charles Goybet
Pour les autres membres de la famille, voir Famille Goybet.
Charles Louis Goybet, né le 1er décembre 1825 à Yenne et mort le 9 février 1910 à Yenne, était un général de division, inspecteur général du 2e arrondissement d’inspection permanente de cavalerie français. Il fut grand officier de l'ordre de la Légion d'honneur.

## Biographie

### Famille
Charles-Louis Goybet né à Yenne, le 3 décembre 1825,, est un membre de la famille Goybet.
Il est le fils d'Antoine Goybet, propriétaire terrien,syndic de Yenne sous le régime sarde puis maire et conseiller d'arrondissement après la réunion à la France 1860 et d'Élisabeth Piollet, qui eurent 4 fils (Charles, Pierre, Laurent et Alexis).

### Carrière

#### Dans l’armée sarde
Charles Goybet intègre, à l'âge de douze ans, l'Académie royale militaire de Turin, le 15 janvier 1838,,. Il est le premier membre de la famille à embrasser une carrière militaire. Il est promu à sa sortie de l'Académie (22 août 1844), alors qu'il est âgé de 22 ans, avec le grade de sous-lieutenant au régiment de Savoie-Cavalerie,,,, créé le 12 avril 1701.
En janvier 1845, il intègre le bataillon de chasseur francs, jusqu'en mai où il retourne dans le régiment de Savoie-Cavalerie. En septembre 1848, il devient lieutenant au même régiment.
Il participe aux campagnes de Lombardie, pour l'indépendance italienne, de 1848 à 1849, contre l'Autriche. Il se distingue notamment lors de la bataille de Volta, le 27 juillet 1848, obtenant ainsi une mention honorable par décision royale.
Désigné comme aide de camp du général de division comte Trotti, à Chambéry, il l’accompagne en Crimée (campagne de 1855 et 1856). Il se distingue au combat de Tchernaïa.
Il est promu capitaine le 16 novembre 1856,. Pour une période de quelques mois, d'août 1857 à septembre de l'année suivante, il est mis en expectative pour raison de santé. À son rappel en activité le 5 septembre 1858, il est affecté aux Chevau-légers d'Aoste,. Il participe ainsi à la campagne de libération de l'Italie en 1859. Il assiste aux combats de Palestro et de San Martino. Sa conduite lui vaut d’être nommé major des lanciers de Florence le 20 mai 1860,,,.

#### Le choix de la France
À la suite du plébiscite organisé en avril 1860, après le traité de Turin, sur la question de la réunion du duché de Savoie à la France, il opte, sous la pression de sa famille, pour la France. Il est licencié de l'armée du Piémont le 17 juin 1860.
Il passe de l’armée sarde au service de son nouveau pays en étant promu le 26 mai 1860 chef d’escadrons dans la cavalerie impériale,, au 4e Dragons de Lyon,. Il est nommé lieutenant colonel le 10 août 1868,. 

#### Guerre franco-prussienne de 1870
Il se trouve à Lille au moment de la déclaration de guerre à la Prusse, le 15 juillet 1870. Il en part pour se rendre à la 2e brigade de la division de cavalerie du  3e Corps (Bazaine puis de Caen), et est un des premiers à la frontière. Il combat 14 août 1870 à Borny, où son général de division est blessé et charge avec le 4e Dragon à Mars-la-Tour le 16 août 1870. Le 18 août 1870, il combat à Saint-Privat. Il participe à la défense de Metz.
Pour son action lors de la Bataille de Gravelotte, il est promu officier de la Légion d'Honneur par décret du  31 mai 1871, pour prendre rang à compter du  19 août 1870,.
Il est prisonnier en Allemagne d'octobre 1870 à mai 1871.

#### Après la guerre de 1870
De retour d’Allemagne, il réintègre son régiment. Il est promu colonel du 20e Dragons, le 3 février 1872.
Le 5 juin 1877, il est promu  général de brigade et nommé commandant de la 1re brigade de chasseurs à cheval à Épinal,. Il intègre ensuite la 5e Division de Cavalerie à Fontainebleau.
Le 5 novembre 1887, il termine sa carrière comme général de division, inspecteur général du 2e arrondissement d’inspection permanente de cavalerie,.

#### Retraite
Le 3 décembre 1890, il est placé dans le cadre de réserve, après quarante-six ans de services, quatre campagnes et une citation. Charles Goybet (1759-1846), négociant à Lyon légue le domaine de Volontaz à son petit neveu Charles Goybet. Il partage son temps entre son château de Volontaz reconstruit par ses soins et sa maison de Yenne. Il meurt le 9 février 1910 à Yenne,.

## Décorations
- Grand officier de la Légion d'honneur le 12 juillet 1890[8]
- Commandeur de la Légion d'honneur le 7 juillet 1884[8]
- Officier de la Légion d'honneur le 19 août 1870[8]
- Chevalier de la Légion d'honneurle 13 août 1863[8]
- Officier de l'Instruction publique